# Anna Akana
Anna Akana (* 18. srpna 1989) je americká filmová producentka, herečka a modelka. Je známá také svým kanálem na YouTube, který má více než 2,5 milionu odběratelů.

## Život
Narodila se 18. srpna 1989. Její otec byl důstojníkem v Námořnictvu Spojených států amerických. Její rodina se často stěhovala, díky tomu zvládá několik dialektů a jazyků včetně japonštiny a španělštiny.
V den svatého Valentýna roku 2007 její třináctiletá sestra Kristina spáchala sebevraždu. Několik měsíců po její sebevraždě zjistila, že smích a pozitivní mysl je důležitá, proto se rozhodla věnovat komedii. Na internetu se začala věnovat prevenci sebevražd. V roce 2013 nahrála na YouTube video s názvem Prosím, nezabíjejte se, kde popisuje pocity z doby, kdy její rodinný příslušník spáchal sebevraždu. V témže roce vydala knihu nazvanou Surviving Suicide, která obsahuje její deníkové záznamy od dvou let po smrt její sestry.

## YouTube
Prvně hrála v komediálních videích v 19 letech. V roce 2014 vytvořila komediální hudební duo s druhým komikem a spisovatelem Meganem Rosatim, který si říkal Cat Benatar. Na svém kanále vytváří jak komediální, tak dokumentární videa. V roce 2014 byla uvedena na seznamu New 100 Rockstars Top 100 Channels. V témže roce se rozhodla soustředit více na práci režisérky a během měsíce natočila krátký film. Tvorbě krátkých filmů se věnuje stále, kromě toho hostuje v krátkých filmech produkovaných jinými Youtubery.

## Film a televize
V roce 2011 se objevila v televizním seriálu Awkward. V témže roce se objevila v hudebním videoklipu Last Friday night od Katy Perry. V roce 2015 hrála ve filmech Ant-Man a Kids vs. Monsters.
V roce 2016 hrála společně se Sally Fieldem v indickém komediálním filmu Hello, My Name Is Doris, k němuž scénář napsal Michael Showalter.

## Další
V roce 2015 založila oděvní linku s názvem Ghost & Stars, která představuje několik návrhů s motivem koček.